# Слободан В. Рибникар
Слободан В. Рибникар (Београд, 24. мај 1929 — Београд, 15. јануар 2008) био је српски професор Универзитета у Београду и академик.

## Биографија
Рођен је 24. маја 1929. у Београду, у породици Рибникар, као син власника дневног листа Политика Владислава Рибникара (1900—1955) и његове прве супруге Стане (1905—1986), рођене Ђурић, касније удате Клајн. Добио је име по деди лекару Слободану Рибникару, који је после Првог светског рата неколико година био директор листа, наследивши на том месту оснивача Владислава Рибникара.
Основну школу и гимназију завршио је у Београду, а потом Природно-математички факултет, одсек физичка хемија, на коме је дипломирао 1952. године. Докторирао је 1958, а ужа специјалност му је била хемија изотопа и молекулска спектроскопија. Од 1951. до 1968. радио је у Институту „Борис Кидрич” у Винчи.
Од 1968. био је професор физичке хемије  на Природно-математичком факултету у Београду, а потом на Факултета за физичку хемију Универзитета у Београду.  За члана Српске академије наука и уметности (САНУ) изабран је 1983. године.
Аутор је 68 научних и 40 стручних радова, једне монографије и шест књига. У страној литератури цитиран је више од 260 пута. У два наврата (1959—61. и 1965—67) боравио је у Сједињеним Америчким Државама (САД) као гостујући професор на универзитету у Лонг Ајленду.
Добитник је великог броја награда и признања, међу којима се истичу Орден рада са црвеном заставом (1987) и Октобарска награда града Београда (1959).
Био је у браку са Катарином Рибникар, рођеном Стојићевић.
Преминуо је 15. јануара 2008. у Београду, где је и сахрањен.